# Quinoprotéine glucose déshydrogénase
La quinoprotéine glucose déshydrogénase est une oxydoréductase qui catalyse la réaction :
D-glucose + ubiquinone  {\displaystyle \rightleftharpoons }  δ-gluconolactone + ubiquinol.
Cette enzyme est une protéine membranaire intégrale utilisant la pyrroloquinoléine quinone (PQQ) comme groupe prosthétique et présente chez de nombreuses bactéries. Elle catalyse l'oxydation directe de la forme pyranose du D-glucose pour former une lactone, conduisant au D-gluconate dans le périplasme.